# Eretmocerus longicornis
Eretmocerus longicornis is een vliesvleugelig insect uit de familie Aphelinidae. De wetenschappelijke naam is voor het eerst geldig gepubliceerd in 1983 door Viggiani & Battaglia.